# فابری گونزالس
فابری گونزالس (انگلیسی: Fabri González؛ زادهٔ ۲۵ آوریل ۱۹۵۵) بازیکن فوتبال اهل اسپانیا است.
از باشگاه‌هایی که در آن بازی کرده‌است می‌توان به باشگاه فوتبال لوگو اشاره کرد.